# Puig de la Gla
El Puig de la Gla és una muntanya de 122 metres que es troba al municipi de Campmany, a la comarca catalana de l'Alt Empordà.